# Cats ! La Mascarade
Ne doit pas être confondu avec Cat, jeu de rôle de John Wick.
 (mars 2017).
Si vous disposez d'ouvrages ou d'articles de référence ou si vous connaissez des sites web de qualité traitant du thème abordé ici, merci de compléter l'article en donnant les références utiles à sa vérifiabilité et en les liant à la section « Notes et références ».
Cats  La Mascarade est un jeu de rôle publié par l'éditeur Icare en 2011 et écrit par Vincent « Tlön Uqbar » Mathieu. Le sous-titre du jeu est un trait d'humour en rapport au jeu Vampire : La Mascarade.

## Présentation
Les chats, naturellement doués de communication télépathique (qui est un langage universel) mais dénués de pouce préhenseur, ont bâti une civilisation purement mentale. Ils ont créé les humains en modifiant des singes afin de leur servir d'esclaves. Ils sont également les fondateurs de l'Atlantide. Une catastrophe les obligea à quitter leur cité pour s'établir sur les différents continents. Les humains, profitant de l'occasion, s'installèrent également sur les continents. Les chats décidèrent de vivre cachés parmi les humains comme animaux de compagnie. Cette position leur permet de passer inaperçu et de garder un œil sur les activités humaines.
Les chats ont construit une vraie hiérarchie organisée en conseils. Chaque conseil est responsable d'une zone géographique. Le conseil de Paris est responsable du territoire de la France. Le conseil doit protéger la Mascarade, qui a pour but de cacher la vérité aux humains. 